# Rodrigo Dantas
Rodrigo de Medeiros Dantas (25 settembre 1992) è un ex giocatore di football americano brasiliano, che ha giocato come quarterback.

## Palmarès
- 2 Brasil Bowl (João Pessoa Espectros, 2015, 2019)
- 9 Nordeste Bowl (João Pessoa Espectros, 2012, 2013, 2014, 2015, 2016, 2017, 2018, 2019, 2022)